# Offaing
Offaing est un village de Belgique, situé en Région wallonne dans la province de Luxembourg.
Il fait partie de Hamipré, section de la ville de Neufchâteau.

## Histoire
Le village est représenté sur la carte d'Arenberg de la prévôté de Neufchâteau en 1609. Six maisons y figurent.
En 1628, sept familles l'habitaient.

## Activité et loisirs
Un musée de la vie rurale y est implanté, ainsi qu'un observatoire de l'ACA (Cercle d'astronomie du centre Ardenne).